# Heinrich Schwiering
Friedrich Heinrich Ludwig Schwiering (* 23. August 1860 in Bückeburg, Fürstentum Schaumburg-Lippe; † 1948) war ein deutscher Genre-, Porträtmaler und Landschaftsmaler der Düsseldorfer Schule.

## Leben
Heinrich Schwiering wuchs in Bückeburg auf. Gefördert von Fürstin Hermine zu Schaumburg-Lippe (1827–1910), Gattin des Fürsten Adolf I. Georg, war er von 1879 bis 1894 Schüler der Kunstakademie Düsseldorf. Dort waren Andreas Müller, Heinrich Lauenstein, Karl Müller sowie Adolf Schill, vor allem aber Peter Janssen der Ältere und Wilhelm Sohn seine Lehrer. Janssen vermerkte in den Schülerlisten des Jahres 1893, dass Schwiering, den er als „begabt“ und dessen Leistungen er als „gut“ einstufte, „seines Broterwerbs wegen sehr viel außerhalb arbeiten“ musste.
Schwierings Malerei war auf Kunstausstellungen in Düsseldorf, Hannover, Dresden und Berlin vertreten. 1899 beschickte er die Große Berliner Kunstausstellung.
Als Hofmaler in Bückeburg schuf er Kopien bekannter Gemälde für Schloss Bückeburg und Schloss Arensburg. Auch porträtierte er Mitglieder der fürstlichen Familie und Persönlichkeiten der bürgerlichen Gesellschaft. Mit seinem Schulfreund und Gönner August Oetker unternahm er Studienreisen nach Italien und in die Niederlande. Die holländische Malerei des 17. Jahrhunderts, besonders die Malerei Rembrandts, dessen Werke er in Amsterdam kopierte, war ihm Vorbild.
Als das schaumburg-lippische Fürstenhauses 1918 abgedankt und sich die Auftragslage für Porträtmalerei verschlechtert hatte, wandte sich Schwiering der Landschaftsmalerei zu. 1924 schloss er sich der Künstlerkolonie in Schwalenberg an. Maler wie Robert Kämmerer-Rohrig, Emil-Werner Baule und vor allem Hans Licht beeinflussten ihn in dieser Phase künstlerisch.